# Catacrismia hirsutaria
Catacrismia hirsutaria är en fjärilsart som beskrevs av William Schaus 1913. Catacrismia hirsutaria ingår i släktet Catacrismia och familjen mätare. Inga underarter finns listade i Catalogue of Life.